# Ca Panedès
Ca Panedès és una obra neoclàssica de Valls (Alt Camp) protegida com a Bé Cultural d'Interès Local.

## Descripció
Edifici que és cantoner amb el carrer de Sant Francesc i consta de baixos i quatre plantes. Les obertures de la planta baixa al carrer del Carme tenen arcs rebaixats. En aquest carrer hi ha tres portes balconeres per planta i tan sols a carrer Sant Francesc. A la segona planta el balcoó és corregut i disposa de deu mènsules, que es troben a cada costat dels muntants de les portes. Aquestes mènsules és repeteixen a la tercera planta, ja que al quart pis són més quadradas.
En la cornisa que remata la façana, que, en conjunt és equilibrada, simètrica i d'estil eclèctic, també hi ha mènsules. també l'amplada, simètrica i d'estil eclèctic, també hi ha mènsules. També l'amplada, la longitud, de les baranes tenen menys llargària; en aquestos als laterals hi ha unes suedocolumnes adossades a la façana, amb una sèrie de capitells per cada una de les unitats esmentades.